# Stakendorf
Stakendorf er en by og kommune i det nordlige Tyskland, beliggende i Amt Probstei i den nordlige del af Kreis Plön. Kreis Plön ligger i den østlige/centrale del af delstaten Slesvig-Holsten.

## Geografi
Stakendorf er beliggende ved Østersøen, 4 km øst for Schönberg (Holsten). Et delområde af Stakendorf ligger ved Schönberger Strand og derfra er der omkring 2 km til hovedbyen.
Nærmeste Bundesstraße er B 502, der udgår ved Schönberg omkring fem kilometer mod vest og fører til delstatshovedstaden Kiel 25 kilometer væk.